# Vaughn (Novo México)
Vaughn é uma cidade  localizada no estado americano de Novo México, no Condado de Guadalupe.

## Demografia
Segundo o censo americano de 2000, a sua população era de 539 habitantes.
Em 2006, foi estimada uma população de 463, um decréscimo de 76 (-14.1%).

## Geografia
De acordo com o United States Census Bureau tem uma área de 14,5 km², dos quais 14,5 km² cobertos por terra e 0,0 km² cobertos por água. Vaughn localiza-se a aproximadamente 1822 m acima do nível do mar.

## Localidades na vizinhança
O diagrama seguinte representa as localidades num raio de 68 km ao redor de Vaughn.